# Ossip Bernstein
Ossip Samojłowicz Bernstein, ros. Осип Самойлович Бернштейн (ur. 20 września 1882 w Żytomierzu, zm. 30 listopada 1962) – francuski szachista oraz prawnik pochodzenia żydowskiego, arcymistrz od 1950, sędzia klasy międzynarodowej od 1952 roku.

## Życiorys
Urodził się na Ukrainie w rodzinie żydowskiej, od 1901 studiował w Niemczech, zdobywając w 1906 na uniwersytecie w Heidelbergu tytuł doktora prawa. Podczas pobytu w tym kraju osiągnął pierwsze sukcesy szachowe, m.in. dwukrotnie triumfując w Berlinie (1902, 1903) oraz zajmując II miejsce (za Walterem Johnem) w Hanowerze (1902). W 1903 rozegrał w Berlinie symultanę na 80 szachownicach, w 70 partiach zwyciężając, 6 remisując, a tylko 4 przegrywając. W tym samym roku odniósł również pierwszy międzynarodowy sukces, zajmując II lokatę (za Michaiłem Czigorinem) w rozegranych w Kijowie mistrzostwach Imperium Rosyjskiego. W następnych latach podzielił I miejsca w Sztokholmie (1906, wspólnie z Carlem Schlechterem) i w Ostendzie (1907, wspólnie z Akibą Rubinsteinem), w 1911 zwyciężył w mistrzostwach Moskwy oraz pokonał 3½ – 2½ Szymona Winawera, natomiast w 1912 zajął II miejsce (za Akibą Rubinsteinem) w Wilnie (mistrzostwa Imperium Rosyjskiego). W 1914 rozegrał mini-mecz z Jose Raulem Capablanką, przegrywając ½ – 1½.
Po rewolucji październikowej, w której stracił cały majątek, wyemigrował wraz z rodziną do Francji i zamieszkał w Paryżu. W 1922 rozegrał kolejny mini-mecz, w którym przegrał ½ – 1½ z Aleksandrem Alechinem, w 1930 zajął II miejsce (za Paulem Johnerem) w Le Pont, natomiast w 1933 ponownie spotkał się z Aleksandrem Alechinem, remisując 2 – 2. Lata II wojny światowej spędził w Hiszpanii, ukrywając się przed niemieckimi narodowymi socjalistami. Po jej zakończeniu powrócił do gry turniejowej. W 1946 zajął II miejsce (za Hermanem Steinerem) w Londynie, w 1948 wziął udział w rozegranym drogą telefoniczną meczu Paryża z Nowym Jorkiem (w którym zremisował z Reubenem Fine), w 1951 podzielił II lokatę (za Lodewijkiem Prinsem, wspólnie z Hermanem Steinerem i Hermanem Pilnikiem) w Madrycie, a w 1954 powtórzył to osiągnięcie w Montevideo (za René Letelieriem, wspólnie z Mieczysławem Najdorfem). W tym samym roku, w wieku 72 lat, zadebiutował w reprezentacji Francji na szachowej olimpiadzie w Amsterdamie, zdobywając na I szachownicy 7½ pkt w 15 partiach. W międzyczasie (1950) Międzynarodowa Federacja Szachowa przyznała mu tytuł arcymistrza.
W czasie swojej kariery rozegrał wiele partii z czołowymi szachistami świata, uzyskując dodatni bilans z Michaiłem Czigorinem (+2 –1 =0) oraz równe z Emanuelem Laskerem (+2 –2 =1), Akibą Rubinsteinem (+1 –1 =7) i Salomonem Flohrem (+0 –0 =3).
Ostatni turniej w życiu rozegrał w Amsterdamie (turniej IBM) w 1961 roku. Zmarł 30 listopada 1962 w jednym z sanatoriów we francuskich Pirenejach. Był jednym z ostatnich żyjących szachistów o liczbie Morphy’ego równej dwa.
Według systemu Chessmetrics najwyższy ranking osiągnął w styczniu 1906 r., posiadał wówczas 2688 punktów i zajmował 9. miejsce na świecie.